# Otto Koser
Otto Koser (* 28. April 1893 in Bonn; † 7. August 1941 in Kolberg) war ein Historiker und Staatsarchivar.

## Leben
Koser war ein Sohn  des Historikers und Generaldirektors der preußischen Staatsarchive Reinhold Koser. Er studierte Geschichte an den Universitäten Bonn und Berlin und promovierte 1921 in Berlin mit einer Arbeit über „Englische Staatsgerichtshöfe im 14. Jahrhundert“. Koser war von 1932 bis März 1934 Archivrat am Reichsarchiv in Potsdam und ab April 1934 in gleicher Funktion am Geheimen Staatsarchiv Berlin tätig. Im Februar 1937 wurde er an das Staatsarchiv Osnabrück versetzt, wo er im Juni 1938 in den Ruhestand ging.
Otto Koser war er erste, der begann, die bis dahin unverzeichneten Akten des Reichskammergerichts in Wetzlar zu erfassen. Dabei nahm er sich den sogenannten „Untrennbaren Bestand“ vor, der sich u. a. aus den Prozessakten der nicht zum Territorium des Deutschen Bundes gehörigen ehemaligen Reichsgebiete, den internen Akten des Gerichts und der Verwaltung und vor allem aus den Urteilsbüchern ab 1573 und den umfangreichen Sitzungsprotokollen der Kammergerichtssenate zusammensetzt. Seine Arbeit blieb jedoch ein Einzelfall. Erst in den 1960er Jahren wurde durch ein Projekt der Deutschen Forschungsgemeinschaft begonnen, die Akten des Reichskammergerichts, die inzwischen nach Provenienz an die Staatsarchive verteilt waren, zu erfassen. In seiner Potsdamer Zeit befasste sich Koser mit der wissenschaftlichen Erfassung des Nachlasses des Generals Leopold von Gerlach. Eine geplante Publikation des politischen Briefwechsels kam nicht zustande.

## Schriften (Auswahl)
- Englische Staatsgerichtshöfe im 14. Jahrhundert (Maschinenschriftliche Dissertation). Berlin 1921.